# ヘルマン・シェルヘン
ヘルマン・シェルヘン（Hermann Scherchen、1891年6月21日 - 1966年6月12日）は、ドイツ出身の指揮者、作曲家。現代音楽の推進者として知られた。「ヘルマン・シェルヒェン」とも呼ばれる。

## 生涯
ベルリンの酒場の息子として生まれ、ヴィオラを学ぶ。家計が苦しく、1907年からブリュートナー管弦楽団、ベルリン・フィル、クロル・オペラなどでヴィオラ奏者として活動する一方、ナイトクラブなどでも演奏した。
1912年にはシェーンベルクとそのグループに出会い、11月5日、ミュンヘンでシェーンベルクの『月に憑かれたピエロ』を演奏し、指揮者としてデビューした。リガ交響楽団の指揮者としてロシアに滞在中、第一次世界大戦が勃発し、捕虜として抑留されたが、音楽活動は継続、弦楽四重奏曲などの作曲を行った。
1918年にベルリンに戻り、以後、ドイツを中心としたヨーロッパ各地のオーケストラで指揮活動を行った。ヒンデミットやクルシェネク、オネゲルなど現代音楽の初演も数多い。一方で、音楽教育や、労働者合唱団の指導にも力が注がれ、さらに新音楽擁護のための雑誌を発刊するなど、精力的に活動した。
シェルヘン自身はアシュケナジム・ユダヤ系ではなかったが、1933年にナチス政権が成立すると、これに反対してスイスに移住、第二次世界大戦が始まるまでは、ドイツを除く欧州諸国のほか、パレスチナや中国にまで足を伸ばした。1936年には、本番直前に指揮をキャンセルしたヴェーベルンの代役として、ベルクのヴァイオリン協奏曲をルイス・クラスナーとともにバルセロナで初演している。しかし、開戦後はほぼスイス国内のみに活動範囲が制約された。
戦争終結後は南米やトルコへ演奏旅行を行うなど活発な活動を再開、また、新しいレコード会社ウェストミンスター・レコードに参加、1950年以降ウィーンで数多くのレコーディングを行った。現代音楽のための活動も一貫して続け、ノーノやクセナキス、シュトックハウゼンなどの作品を初演したほか、1950年に出版社「Ars Viva」を設立、1954年にはグラヴェザーノに電子音楽スタジオを開設している。1964年に初めてアメリカを訪れ、フィラデルフィア管弦楽団を指揮して大成功をおさめた。
1966年6月7日、フィレンツェの歌劇場でマリピエロの「オルフェイデ」を上演中に倒れ、5日後に市内のホテルでこの世を去った。このライブ録音は残されている。

## 姿勢
シェルヘンはいち早く前衛的な現代作品の価値を認め、晩年にいたるまでその演奏に力を尽くした。シェルヘンが行った多くの初演は、時に聴衆に大きなショックを与え、音楽界におけるスキャンダルになることもあった。しかし、彼は不屈の闘志を持って難解な作品の紹介を続け、20世紀の音楽史に大きな足跡を残した。彼の努力により、世に認められるようになった作曲家も少なくない。特に有名なのはデビュー当時のイヤニス・クセナキスを絶賛したことである。彼が指揮した「テレテクトール」の初演は死の数ヶ月前であった。
教育者としての業績も大きく、彼の弟子やアシスタントをつとめた指揮者として、カレル・アンチェル、イーゴリ・マルケヴィッチ、ブルーノ・マデルナ、エルネスト・ブール、エレラ・デ・ラ・フエンテ、ピエール・コロンボ、フランシス・トラヴィスらを挙げることができる。
シェルヘンのレパートリーは極めて幅広く、バロック以前から、古典派、当時最先端の現代音楽までをその範囲としていたが、J.S.バッハ（とりわけ「フーガの技法」）、ベートーヴェン、シェルヘンによる特殊奏法を盛り込んだマーラー、さらにシェーンベルクなどの新ウィーン楽派の作品を特に愛好していた。演奏スタイルは基本的には知的で明晰なものを指向していたが、一方（特に古典作品で）伝統に反旗を翻すような奇抜な解釈による演奏を行うこともあり、さらに実演では表現主義的な激しさを見せることもまた多かった。
多くの指揮者は「指揮は教えられない」と教育を難儀する中、シェルヘンは「指揮は教えられる」と正反対の態度をとり、教科書も執筆した。亡くなる前には「ベートーヴェンの交響曲は彼自身のメトロノーム通りにできるかどうかやってみよう」とルガーノ放送交響楽団を振って公開録音を行った。この録音は多くのレーベルから再発が続いている。

## プライベート
確認できるだけで7回結婚し（最初と3回目は同じ女性）、9人の子供がいることがわかっている。その中で中国の蕭淑嫻との結婚生活は19年続き、その娘トナ・シェルヘン(Tona Scherchen)はガウデアムス国際作曲賞を受賞している。

## 著書
- Lehrbuch des Dirigierens: Mit zahlreichen Notenbeispielen, Schott Music, 2011. ISBN 978-3-7957-2781-9　(日本語版:指揮者の奥義、春秋社、2007年、福田達夫訳、ISBN 978-4-3939-3515-6. 英語版は、Handbook of Conducting Translated by M. D. Calvocoressi and With a new preface by Norman Del Mar 1989, rev.2002. ISBN 978-0-1981-6182-0)
- Musik für jedermann, Mondial-Verl., (1950) ASIN: B0000BN9ES
- Vom Wesen der Musik, Mondial-Verl., (1946) ASIN: B0000BN9EU
- Der glorreiche Augenblick: Friedenskantate. op. 136. gemischter Chor (SATB) mit Soli (SMezTB), Kinderchor und Orchester. Chorpartitur. Ars Viva Verlag (1976)
- ...alles hörbar machen. Briefe eines Dirigenten. 1920 bis 1939 Henschelverlag (1976)
- Aus meinem Leben. Russland in jenen Jahren. Erinnerungen Henschelverlag (1984)